# Маринка (Львовская область)
Маринка (укр. Маринка) — село в Журавновской поселковой общине Стрыйского района Львовской области Украины.
Население на 2021 год составляло 67 человек. Население по переписи 2001 года составляло 108 человек. Занимает площадь 0,35 км². Почтовый индекс — 81784. Телефонный код — 3239.